# 第47回世界卓球選手権団体戦
第47回世界卓球選手権団体戦（だい47かいせかいたっきゅうせんしゅけんだんたいせん）は、2004年3月1日から3月7日まで、カタールのドーハで開催された。男子は中国が2連覇、女子は中国が6連覇を果たした。

## 試合形式
試合形式は11点5ゲーム制、シングルスのみ5試合中3試合を制したチームが勝利（ABCAB、XYZYXのいずれかの順に選手が出場）であった。
上位12チームが争うチャンピオンディビジョンでは、それぞれが6チームずつ2つのリーグに分けて予選が行われ、その後リーグ1位から6位同士が対戦するなどにより順位を争った。
- 1位対1位 - 勝ったチームは決勝、敗れたチームは2位対2位で勝ったチームと準決勝、
- 2位対2位 - 敗れたチームは4位、勝ったチームは1位対1位で敗れたチームと準決勝
- 3位対3位 - 勝ったチームは5位決定戦。敗れたチームは7位決定戦
- 4位対4位 - 敗れたチームは8位、勝ったチームは7位決定戦
- 5位対5位 - 9位、10位決定戦
- 6位対6位 - 11位、12位決定戦

## 結果

### 男子
| 順位 | チーム               | 主な出場選手 |
| ---- | -------------------- | --- |
| 1    | 中国                 | 馬琳、王励勤（2位）、王皓（3位）、孔令輝（12位）、劉国正、陳玘                                                                          |
| 2    | ドイツ               | ティモ・ボル、ソルタン・フェイヤー＝コーナート、クリスティアン・ズース、ヨルグ・ロスコフ                                                |
| 3    | 韓国                 | 朱世赫（16位）、柳承敏（8位）、呉尚垠（15位）、金擇洙、金延勲                                                                           |
| 4    | スウェーデン         | ピーター・カールソン、ヨルゲン・パーソン、イェンス・ルンクウィスト、フレドリク・ハッカンソン、パル・イェレル、ヤン＝オベ・ワルドナー    |
| 5    | 香港                 | 李静、高礼澤、梁柱恩、張鈺 |
| 6    | オーストリア         | ヴェルナー・シュラガー（10位）、陳衛星（27位）、ロベルト・ガルドシュ（75位）、カール・インドラク、コスタディン・レンゲロフ、            |
| 7    | チャイニーズタイペイ | 荘智淵、呉志祺、蔣澎龍、江宏傑 |
| 8    | イタリア             | ヤン・ミン（51位）、マッシミリアノ・モンデーロ（112位）、バレンティノ・ピアチェンティーニ（145位）、ウメベルト・ジアルディーナ          |
| 9    | フランス             | パトリック・シーラ（40位）、ダミアン・エロワ（60位）、ダニー・ロー（237位）、エリック・バリン                                           |
| 10   | ベルギー             | マルティン・ブラタノフ、マルク・クロセット、ヤニク・ボスト                                                                              |
| 11   | ロシア               | アレクセイ・スミルノフ、ドミトリ・マズノフ（84位）、フェドル・クズミン（49位）、キリル・スカチコフ、アレクセイ・リウェントソフ（177位） |
| 12   | 日本                 | 松下浩二（46位）、田崎俊雄（54位）、遊澤亮（112位）、新井周（158位）、村守実（152位）                                                   |

| 予選 | 1位    | 2位          | 3位          | 4位                  | 5位      | 6位    |
| ---- | ------ | ------------ | ------------ | -------------------- | -------- | ------ |
| A組  | 中国   | 韓国         | オーストリア | イタリア             | フランス | 日本   |
| B組  | ドイツ | スウェーデン | 香港         | チャイニーズタイペイ | ベルギー | ロシア |

### 女子
| 順位 | チーム               | 主な出場選手                                                                                     |
| ---- | -------------------- | ------------------------------------------------------------------------------------------------ |
| 1    | 中国                 | 張怡寧（1位）、王楠（2位）、郭躍、牛剣鋒、李菊（8位）                                            |
| 2    | 香港                 | 帖雅娜（6位）、柳絮飛（12位）、張瑞（21位）、桑亜嬋、于國詩                                      |
| 3    | 日本                 | 梅村礼（13位）、福原愛（30位）、藤沼亜衣、谷口直子、平野早矢香（43位）                           |
| 4    | 韓国                 | 金璟娥、李恩美、石恩美、金戊校                                                                   |
| 5    | ルーマニア           | オティリア・バデスク、ミハエラ・シュテフ、アドリアーナ・ツァムフィル、ゲオルギアナ・ネクラ       |
| 6    | ドイツ               | ニコレ・シュトルーゼ、エルケ・ボージク、ターニャ・ハイン＝ホフマン、ラウラ・シュトゥンパー       |
| 7    | ロシア               | ガリナ・メルニク、スベトラーナ・ガニナ、イリーナ・パニラ                                         |
| 8    | ハンガリー           | マリア・ファゼカシュ、ゲオルギナ・ポータ、チラ・バトルフィ                                       |
| 9    | イタリア             | ニコレータ・ステファノバ、ラウラ・ネグリソーリ、ワン・ユー                                       |
| 10   | シンガポール         | リ・ジャウェイ、チャン・シュエリン、シュー・ヤン、ジン・ジュン・ホン                             |
| 11   | ベラルーシ           | ビクトリア・パブロビッチ（40位）、タチアナ・コストロミナ（58位）、ベロニカ・パブロビッチ（93位） |
| 12   | チャイニーズタイペイ | 黄怡樺、陸雲鳳、潘俐君                                                                           |

| 予選 | 1位  | 2位  | 3位        | 4位        | 5位          | 6位                  |
| ---- | ---- | ---- | ---------- | ---------- | ------------ | -------------------- |
| A組  | 中国 | 韓国 | ロシア     | ドイツ     | シンガポール | チャイニーズタイペイ |
| B組  | 日本 | 香港 | ルーマニア | ハンガリー | イタリア     | ベラルーシ           |

## 日本代表
男子は宮崎義仁、女子は西村卓二が監督としてチームを率いた。男子は予選リーグで1勝もできず予選6位同士のロシア戦も敗れて12位となった。
女子は世界ランキング6位の帖雅娜に2勝するなど予選リーグを全勝で通過した女子はグループリーグ1位同士の中国との試合は梅村礼が王楠にフルセットで敗れ、福原愛も張怡寧に敗れて0-2となったが藤沼亜衣が李菊を梅村礼が張怡寧をそれぞれフルセットで破り2-2となった。最後は福原愛が王楠にストレートで敗れた。香港との再戦になった準決勝では0-3で敗れ銅メダルを獲得した。